# Collège Bellefonds
Pour les articles homonymes, voir Bellefonds (homonymie).
Le collège Bellefonds est un ancien établissement catholique d'enseignement, situé 161 rue Beauvoisine à Rouen, fondé à Rouen en 1862 par les Frères des écoles chrétiennes. Sous tutelle diocésaine depuis 1976, sa fusion en 2009 avec deux établissements voisins est à l'origine d'un nouvel ensemble scolaire dénommé Institution Jean-Paul-II.

## Historique

### Le prieuré Notre-Dame-des-Anges
Bellefonds est à l'origine un prieuré de moniales bénédictines. Laurence Gigault de Bellefonds (1610-1683), supérieure depuis avril 1648 de la communauté la fit transférer du faubourg Saint-Sever vers l'intérieur de la ville de Rouen, dans un quartier plus favorable pour l'éducation des jeunes filles. La Reine Anne d'Autriche intervient et donne son agrément. L'autorisation des échevins le 19 octobre 1650 lui permet de rassembler des fonds, et avec une forte contribution de son neveu, le Maréchal de Bellefonds, le couvent des Bénédictines est édifié entre 1653 et 1655, adossé sur les remparts en dessous de la porte Beauvoisine. L'église conventuelle est construite entre 1674 et 1677 et consacrée à Notre-Dame-des-Anges.  

Blason de la famille Gigault de Bellefonds.

En 1669, la communauté est composée de 50 religieuses professes, de 7 sœurs converses, de 4 novices et 7 postulantes. 
Laurence de Bellefonds décède le 10 octobre 1683. Le 14 janvier 1684, sa petite-nièce, Marie-Eléonore de Bellefonds (fille du Maréchal et de Madeleine Fouquet), désignée par le Roi, devient prieure à vingt-quatre ans, lui succède: Marie-Eléonore avait été confiée à l'âge de quatre ans à sa tante Eléonore-Charlotte de Bellefonds abbesse de Montivilliers de 1661 à 1682; en 1699, elle devient abbesse de Montmartre.
Françoise-Madeleine de Saint-Pierre, fille aînée de la sœur cadette de Laurence de Bellefonds prend sa succession. C'est son frère, l'abbé Charles-Irénée Castel de Saint-Pierre, aumônier de la duchesse d'Orléans, logé au Palais-Royal, qui plaide auprès du Roi le sauvetage du monastère, qui connaît de sérieuses difficultés financières. Il obtient l'union à Bellefonds de plusieurs prieurés en sa possession qu'il possédait (dont le prieuré de la Théroudière); l'abbaye en reçoit ainsi les revenus.
En 1722, Jeanne-Thérèse Castel de Saint-Pierre devint prieure et œuvre pour réunir, en 1742, son monastère à celui du Val-de-Grâce.
À la mort de Jeanne, le monastère est sauvé, et par brevet du Roi en début 1745, Clémence-Renée de Varennes de Chambray, bénédictine originaire de l'abbaye Saint-Sauveur d'Évreux, est nommée prieure. Celle-ci a à cœur outre la rénovation de l'orgue, d'embellir l'église, elle fait mettre les armes de Bellefonds gravées sur six plaques de plomb sur le toit du clocher, qui va recevoir trois cloches en 1759. Puis il y a la reconstruction du noviciat et plus tard l'immeuble de la rue Beauvoisine (qui coûte trente mille livres, dont une partie payée par le Roi), à la Révolution, il reste encore trois mille livres à payer.
En 1770, le monastère abrite 15 religieuses-professes, 2 novices, 8 sœurs, 3 chapelains et 1 confesseur.
Lors de la Révolution, l'église est fermée en 1791. C'est après 1792 que la communauté est supprimée, les sœurs chassées du couvent. En 1794, les sœurs sont arrêtées et subissent la prison jusqu'en début 1795 et, en 1796, la vente des biens scelle la destruction de l'église et la dispersion des biens. Le couvent est séparé en deux lots, au sud de l'église des grandes cours fermées par les bâtiments du pensionnat de jeunes filles (plus tard, on y trouvera l'institution Beauvoisine) et, au nord, les bâtiments du couvent autour du cloître où s'installeront les frères, l'école Bellefonds.

### Prieures
- Françoise Bénédicte de Poilly (venant de la Trinité de Dol), 1641-1648
- Laurence de Bellefonds, 1648-1683
- Marie Eléonore de Bellefonds (petite-nièce de la précédente), 1684-1700
- Françoise Madeleine de Saint-Pierre, 1700-1722
- Jeanne-Thérèse Castel de Saint-Pierre, 1722-1745
- Clémence-Renée de Varennes de Chambray, 1745-1791

## Le Pensionnat de Bellefonds
Bellefonds est occupé en 1823 par un théâtre. La société théâtrale disparaît en 1851 et elle est remplacée par un pensionnat. L’immeuble est loué par M. Carel, maître de pension, qui dirige ce pensionnat jusqu'en 1861.
À cette date, les Frères occupent le prieuré Saint-Lô ; celui-ci est devenu insuffisant pour héberger la communauté (plus de 40 Frères) et les classes (école normale, cours supérieur…).
Le comité des écoles trouve dans un premier temps la maison Mainot, située 6 rue du Grand-Maulévrier à Rouen, pour remédier à l'insuffisance du prieuré et une partie des frères (ceux qui enseignent dans les écoles primaires de la ville) vient s'y installer en 1859. Deux ans plus tard, en 1861, le propriétaire de la maison décède et la ville saisit l'occasion pour acheter la maison en vue d'agrandir le lycée Corneille voisin.
M. Carel, directeur du pensionnat de Bellefonds, annonce son désir d’en abandonner la direction. Le comité des écoles, par son secrétaire Me Giffard, entreprend des pourparlers avec M. Carel ; le Conseil municipal approuve les démarches et ratifie les indemnités à M. Carel et aux Frères pour leur installation à Bellefonds. La communauté des frères de la rue du Grand-Maulévrier y est transférée le 14 février 1862.

## Le cours supérieur Bellefonds

### Le contexte
Après le Concordat, les Frères des écoles chrétiennes reprennent leurs tâches éducatrices, ils reviennent à Rouen en 1819 à la demande du Baron Élie Lefebvre, maire de Rouen, et en 1821, le Conseil général souhaite confier aux Frères la formation des futurs instituteurs. Le 31 juillet 1823, le préfet permet l'installation des Frères dans l'ancien prieuré Saint-Lô, ils y trouvent le logement, et sont chargés d'y établir une école normale d'instituteurs (1829).
La loi Guizot en 1833, sur le développement de l'enseignement primaire, accroît l'influence des frères, parce qu'ils sont compétents et que les études sont à peu près gratuites. Avec le développement de l'école normale qui investit les locaux, ceux-ci vont devenir insuffisants pour le logement des Frères. Plus de quarante Frères, qui dirigent les écoles primaires de la ville, sont logés dans des locaux exigus sans air et sans lumière et le rapport de la Commission municipale « n'hésite pas à dire qu'il y aurait de l'inhumanité de les laisser plus longtemps dans cette déplorable situation ».
En 1846 est créé, dans les locaux de Saint-Lô, par le Frère Dauphin un « Cours Supérieur » pour recevoir l'élite des élèves à partir de l'âge de douze ans. Il correspond à un besoin exprimé par les artisans, les commerçants, les négociants, permettre aux enfants de recevoir un  « enseignement professionnel » qui serve à la fois à la vie professionnelle, mais aussi quotidienne, dans la dernière classe, il y avait un apprentissage des actes civils et commerciaux.

### La fondation
Les Frères intègrent les locaux de la rue Beauvoisine en février 1862, le premier frère directeur, le frère Gilles, sera en 1865 à la tête d'une communauté de 30 frères, la plus importante de Rouen, et dont dépendent les écoles de Saint-Godard, Saint-Maclou, Saint-Ouen, Saint Patrice, Saint-Vivien et en 1879 les écoles de Saint-Vincent, Saint-Vivien-Saint-Nicaise, Notre-Dame et la Maîtrise.
Les curés de Saint-Godard et de Saint-Romain font construire quatre classes dans l’enceinte de Bellefonds où sont accueillis les enfants des deux paroisses.
Les classes du soir pour les adultes sont ouvertes par le frère Gilles. Le Cours supérieur à Beauvoisine recrute à partir de douze ans et pour quatre années (de plus avec la filière professionnelle commerciale), avec l'école normale primaire, et la formation des adultes couvrait largement les besoins en matière de formation industrielle et commerciale.
En 1865, le frère Gilles initie également le « Cercle des jeunes gens » et en 1866, une association d’hommes qui consacre une nuit, chaque mois, à l’adoration devant le Saint-Sacrement. 
Les frères qui ont en charge par la ville les écoles publiques, et par les curés les écoles paroissiales, se dispersent quotidiennement pour retrouver le soir venu le cadre de Bellefonds.
Dans la continuité de ses prédécesseurs, le frère Gilles va s'user à la tâche, et donner sa vie pour promouvoir le développement humain et spirituel de ses élèves, un essor à l'activité des écoles chrétiennes. Dans les années 1860 à Rouen, il y a sous la direction du frère Gilles, neuf écoles (3 008 élèves), trois classes d'adultes, une école supérieure. Soixante frères sont employés tant aux écoles primaires qu'au cours supérieur et à l'école normale (Saint-Lô). Il est directeur des écoles chrétiennes de 1851 à 1868 et de Bellefonds à partir de 1862, là où se trouve la Communauté centrale de Beauvoisine. 
Le frère Gilles décède le 24 octobre 1868 à l'âge de cinquante-quatre ans et est inhumé le 26. 
En 1868-1869, le Frère Séverin assure la transition. Le frère Prospérien lui succède. En 1870, il connaît l’occupation des locaux par une « ambulance » militaire ; les frères font office d’infirmiers.

### Les premières difficultés
Après la  défaite de 1870, des voix s'élèvent pour dénoncer le soutien de l'Église au Second Empire et pour réclamer la laïcisation de l'éducation. Un élu républicain, Constantin Bazan, vice-président du Conseil général, demande dès octobre 1871 que « le directeur et les professeurs de l'école normale primaire du département, qui appartiennent à une congrégation religieuse soient remplacés par des laïcs ». Demande non suivie, les succès des élèves des Frères aux prix Legouy, prix Mullot et au Certificat d'études primaires justifiaient la qualité de leur enseignement. 
Cependant, les subventions accordées par la ville aux fournitures scolaires des indigents vont être supprimées en 1879, suivies par d'autres coupures en 1880, l'année où les Frères vont renoncer à la direction des écoles normales. Les Frères vont continuer à diriger de nombreux établissements rouennais, le Conseil général reconnaissant que pendant cinquante ans les Frères ont dignement rempli leur mission dans le département de la Seine-Inférieure. En 1877, on dénombre 158 frères qui tiennent des écoles dans toutes les villes du département de Seine-Maritime.
En 1876, le conseil général de Seine-Inférieure nomme une commission chargée de décider entre la rénovation de la rue Saint-Lô ou son déménagement. Le Frère Lucard, directeur de l'école normale depuis 1867, et Lucien Lefort, adjoint de l'architecte départemental, sont consultés, et après beaucoup d'alternatives et de conjectures, leur choix est retenu au printemps 1878 : le choix de Saint-Yon. Le projet revient à Lucien Lefort devenu architecte départemental, et réjouit les Frères de regagner Saint Yon, espace vaste et aéré, là où se trouvait l'institut du fondateur, Jean Baptiste de la salle, en 1705. En 1881, l'école normale ouvre ses portes dans un cadre et une conception voulus par les Frères, mais la rentrée se fera avec un directeur et des enseignants laïcs. En 1880, Bellefonds offre l'hospitalité aux frères issus de la rue Saint-Lô, qui avaient formé les instituteurs pendant un demi-siècle. L'ancien prieuré Saint-Lô devient en 1886 une école primaire supérieure et professionnelle.
Les directeurs qui ont suivi, le frère Nicolaüs de 1875 à 1878 et le frère Hervé Marie de 1878 à 1905, permettent à l'école de s'installer dans le temps. En 1878, le cours d'adultes est supprimé, et les années 1880 ouvrent les difficultés avec le passage progressif à la laïcisation des écoles primaires. Les allocations accordées par la ville de Rouen aux écoles « libres » vont disparaître progressivement. Le cardinal Henri de Bonnechose, un protecteur dévoué des Frères, adresse un appel au clergé et aux fidèles pour trouver les sommes nécessaires à l'entretien des écoles dans le cadre de « comités paroissiaux », il sera suivi par Mgr Thomas qui continua l'œuvre. L'œuvre des « instituteurs chrétiens » fonctionne de 1884 à 1888 dans la maison de la rue Beauvoisine, là où se trouvait le « Cours supérieur », elle fournit aux Frères des auxiliaires dévoués. 

### L'expansion
Les reliques de Jean-Baptiste de La Salle qui avaient été transférées de Saint-Yon à l'école normale de la rue Saint-Lô le 7 mai 1835, sont déposées le 30 mars 1880 à Bellefonds pour y rester quinze mois. Le 30 juin 1881, elles sont placées dans une chapelle provisoire au pensionnat de la rue Saint-Gervais. Le 19 février 1888, le Vénérable Jean-Baptiste de La Salle est proclamé bienheureux, ses restes mortels sont conservés dans une chasse, qui rejoint la nouvelle chapelle du pensionnat, spécialement construite pour les abriter
Le 9 février 1880 décède à la communauté Beauvoisine le frère Epimaque, qui a été pendant cinquante ans enseignant à l'école Saint-Maclou (école de charité crée en 1659 par l'Hospice général et confiée aux frères en 1705), il a été le premier à recevoir le prix Dumanoir de l'Académie des sciences, belles-lettres et arts de Rouen.
En 1885, le frère Hervé-Marie crée l'association des Anciens Élèves des écoles de Rouen. 
En 1888, la Société civile de Bellefonds profite d’une opportunité pour acquérir la propriété. Les transformations sont désormais réalisables. Elles commencent par la chapelle : elle est déplacée du grenier vers le bâtiment du noviciat des bénédictines ; on y accède facilement, même de la cour d’entrée. La bénédiction de la nouvelle chapelle est présidée par Mgr Thomas le 6 octobre 1892.
Le 12 août 1897, la célébration du cinquantenaire du Cours supérieur est organisée par l’Amicale des Anciens Élèves.
L’année 1900 est marquée par la canonisation de Jean-Baptiste de La Salle, fondateur des Frères des écoles chrétiennes. Et celle de 1901 est l’occasion de fêter le cinquantenaire de vie religieuse du frère directeur, frère Hervé-Marie.

### Les heures sombres de 1905
L’école de Bellefonds reçoit l’ordre de fermeture le 17 février 1905, pour être exécuté à la fin de l’année scolaire au plus tard. La volonté de continuer l'œuvre des frères s'impose. Un appel est adressé aux pères de familles, à tous les amis de l'enseignement libre. Une Association familiale du groupe scolaire de Bellefonds est créée ; elle définit ses statuts qui sont adoptés définitivement le 21 juillet. Le 29 juillet, la distribution des prix pour toutes les écoles libres de Rouen, présidée par Mgr Fuzet, ressemble plus à une manifestation de deuil que de joie. L'association prend à bail les locaux de Bellefonds, pour en faire son siège.
En octobre, la rentrée se fait à Bellefonds avec un personnel laïque, sous la direction de M. Isidore Roux (Frère Héraclée-Isidore) qui a consenti à se séculariser. L’école débute avec quelque 225 élèves ; ce nombre monte rapidement jusqu'à 300, grâce à l’activité de l’Association familiale.
En 1907, M. Albert Genies (Frère Augustien-Marie) succède à M. Roux. Il commence en perfectionnant le Cours supérieur, le dotant de cours de sténographie et de dactylographie.
La guerre de 1914 mobilise le directeur et plusieurs professeurs ; des maîtres de remplacement, sous la direction de M. Dapon, assurent le fonctionnement des cours. Après la guerre, la plupart des professeurs reviennent, beaucoup avec des citations, décorations, médaille militaire…

### Le patronage
En 1918, l’Association de Bellefonds remplace l’Association familiale de 1905. Elle souhaite adapter les propositions aux nouvelles exigences de l’époque. La Maison de famille de Bellefonds est créée pour accueillir les jeunes gens qui viennent à Rouen pour faire des études spéciales, une sorte de foyer d’étudiants où les jeunes trouvent une pension économique et accueillante, de saines distractions. Dans ce mouvement, on remplace la salle des fêtes par une nouvelle plus en accord avec les techniques nouvelles (arrivée du cinéma). Le 4 novembre 1921, Mgr le Cardinal Dubois vient bénir l’œuvre.
En 1920, le « cinéma Beauvoisine » qui fonctionne par intermittence de 1920 à 1949 a pour ambition de projeter des films irréprochables au regard de la morale et de l’art. Pour des raisons de rentabilité, la salle Beauvoisine, disposant de 325 places doit être affectée à d’autres usages, louée comme salle de répétition (Cercle musical de Rouen, GAB) ou comme salle de conférences et de spectacles (Philippins, école sociale). La plupart des patronages rouennais s’y produisent dans l’entre-deux-guerres.
Il y avait aussi la troupe théâtrale, appelée communément le GAB (Groupe artistique de Bellefonds), il réunit des jeunes gens et jeunes filles pour jouer la comédie. Cette troupe va durer quinze ans, va jouer la comédie, ou du music-hall sur des scènes à Rouen et dans le département. Le célèbre acteur Victor Boucher, ancien élève, fait ses débuts sur la scène de Bellefonds, et sera fidèle à son directeur en revenant y jouer.
M. Roussel continue à animer le Cercle des jeunes gens : une académie pour former les jeunes gens à la parole, groupe de gymnastique, société de sports et d’éducation physique, préparation militaire (les « Patriotes normands »). En 1925 : les anciens du Cercle souhaitent fêter les 50 ans de présence au Cercle et les 30 ans de présidence de M. Roussel. Mgr de La Villerabel, archevêque de Rouen, obtient du Pape Pie XI la nomination de M. Roussel au titre de chevalier de Saint-Grégoire-le-Grand. En 1926, M. Geniès crée le Lien des Anciens et Amis de Bellefonds dont le président fondateur sera Charles Guyou (1885-1964). 
En mai 1960, Bellefonds reçoit la visite du frère Nicet-Joseph, 22e supérieur général de l'institut.

### Départ des frères
En 1976, la communauté des frères de Bellefonds est fermée, la direction du collège est confiée à un directeur laïque et la congrégation lasallienne dévolue la tutelle de l'établissement scolaire au diocèse.
En septembre 2009, l’école Beauvoisine, le collège de Bellefonds et l’Institution Join-Lambert fusionnent pour constituer l’Institution Jean-Paul II, sous tutelle diocésaine.
L'inauguration officielle de la nouvelle Institution Jean-Paul II a lieu le 8 décembre 2009. Pressenti pour abriter le pôle primaire du nouvel ensemble scolaire, le site de Bellefonds est finalement abandonné au profit de celui de l'institution Join-Lambert, situé rue de l'Avalasse à Rouen qui accueille les trois entités réunies. Les locaux libérés sont vendus en 2012 à un promoteur immobilier qui mène au terme de l'année 2019 le projet d'une résidence de quelque 30 logements à la norme BBC dans les trois bâtisses datant des XVIIe et XVIIIe siècles.

## Frères directeurs
- Frère Dauphin, (Emmanuel Derouet 1810-1893), fondateur du Cours supérieur rue Saint-Lô et directeur de 1847 à 1861, il est nommé frère visiteur du district Caen-Rouen de 1867 à 1884.
- Frère Gilles, (Philibert Bourdillon 1814-1868), directeur de 1861 à 1868,
- Frère Séverin, (Edmond Auguste Séverin 1823-1895), de 1868 à 1869,
- Frère Prospérien (Élisée Briolet 1827-1891), de 1869 à 1875, date à laquelle il est nommé frère visiteur des écoles chrétiennes en Algérie.
- Frère Nicaulaus, (Régis Boissonade 1842-1914), de 1875 à 1878,
- Frère Hervé-Marie (Hippolyte Joseph Fabre 1836-1918), de 1878 à 1905,
- Frère Heraclée-Isidore (Isidore Roux 1851-1931) de 1905 à 1907,
- Frère Augustien-Marie (Albert Genies 1874-1955), de 1907 à 1950,
- Frère Aimé-Robert (Raymond Tronchot 1908-2006) de 1950 à 1953,
  - auteur de L’Enseignement mutuel en France de 1815 à 1833: Les luttes politiques et religieuses autour de la question scolaire en 1975, qui a reçu le prix Auguste-Furtado.
  - auteur de Les Temps de la "Sécularisation" 1904-1914. La Liquidation des biens de la congrégation des Frères des écoles chrétiennes, Études Lasalliennes, Rome, 1992.
- Frère Barthélémy-Georges (Georges Marie 1914-1985), de 1953 à 1962, date à laquelle il prend la direction de l'Institution Saint-Joseph de Caen[20].
- Frère Aubert-Charles (Georges Gouard 1917-1981), de 1962 à 1976.

## Anciens élèves
- Victor Boucher, (1877-1942), comédien ;
- Jean Lecanuet, (1920-1993), homme politique, maire de Rouen ;
- Patrick Chesnais, (né en 1947), acteur, réalisateur ;
- Guy Pessiot, (né en 1949), éditeur, homme politique ;
- Mgr Dominique Lebrun, (né en 1957), prélat catholique, archevêque de Rouen ;
- Arnaud Ducret, (né en 1978), comédien et humoriste.
- Daniel Authouart, (né en 1943), artiste peintre et lithographe.